# Rectoria vella (Sallent)
La Rectoria vella és un edifici del municipi de Sallent (Bages) inclosa en l'Inventari del Patrimoni Arquitectònic de Catalunya.

## Descripció
Es tracta d'un edifici de planta baixa, celler i dos pisos. Només el marc del portal és de pedra picada i el del celler, si bé més senzill. El mur de la façana està fet de pedra picada. El celler situat a l'esquerra de l'edifici s'hi accedeix per una porta situada a un angle de l'edifici, també s'hi entra des de l'interior. Està cobert amb volta de pedra, mentre que la planta baixa ho és amb volta de totxo. La resta de l'edifici ho és amb embigat. El primer pis servia de residència i despatx parroquial, i el segon de residència dels altres sacerdots.

## Història
A la façana consta la data de MDCCLXII, si bé l'existència d'una casa de residència del rector ja consta el 1355. Recentment, en els anys 70 s'ha construït una rectoria nova davant de la vella i s'ha deixat com a seu de diversos moviments culturals infantils-juvenils.